# Arts industriels
Les arts industriels sont une expression du XIXe siècle qui s'apparente au domaine de la « technologie » dans le sens où ils apparaissent dans le sillage de la révolution industrielle et confèrent à une production traditionnelle d'objets et de techniques relevant de l'artisanat d'art, une dimension et une échelle nouvelles. Les arts industriels combinent une fabrication de moyenne ou grande série utilisant une technologie innovante avec une dimension esthétique. En cela, ils constituent une sorte de proto-design. À une époque de rupture avec les anciens modes artisanaux qui provoque un bouleversement des esprits, les arts industriels tentent de réconcilier l'art, la technique et l'industrie. Les efforts des autorités se portent notamment sur la formation de dessinateurs, scientifiques et d'ingénieurs aux industries comme le textile, le bâtiment ou la métallurgie. De leur côté, les fabricants font appel à des dessinateurs et tentent de maintenir une valeur artistique pour leurs articles afin de répondre au goût d'une clientèle avide d'ornements et de styles.

## Avant la révolution industrielle
Par opposition aux beaux-arts, les arts liés à l'industrie du XVIIIe siècle concernent l'ameublement, la céramique, l’orfèvrerie et la joaillerie, les textiles. Décrites dans l'Encyclopédie de Diderot et d'Alembert, les manufactures qui œuvrent dans ces activités peuvent être considérées comme des exemples d'art industriel sous l'Ancien régime. Privées ou royales, elles présentent une organisation du travail moderne et une intégration verticale des tâches, de la préparation de la matière première à sa transformation en objet en atelier jusqu'à la livraison au client. À cet égard, la manufacture de tapisserie des Gobelins est emblématique, tout comme celle de papiers peints de Jean-Baptiste Réveillon ou bien encore la manufacture de porcelaine de Sèvres, qui dispose de bâtiments neufs grâce aux deniers de Madame de Pompadour, la favorite du roi Louis XV, qui en est la mécène. Les écoles d'arts et métiers et l'école Polytechnique qui sont fondées à la fin du siècle, forment des ingénieurs-artistes, et entendent unir l'art et la science au sein de la formation.

## Un proto-design
Les arts industriels s'apparentent aux arts décoratifs mais s'en dissocient par une foi dans le progrès technique, comme l'exprime Théodore Labourieu au travers de ses publications. Le terme apparaît de toute façon avant celui d'arts décoratifs puisqu'on le rencontre dès la fin du XVIIIe siècle, ce qui correspond aux prémices de la révolution industrielle. À cette époque, des manufactures dans le papier peint, le tissu ou la céramique donnent à voir une production efficace, rationnelle, innovante et de haute qualité qui manifeste déjà une différence d'avec les corporations traditionnelles des métiers d'art. Les arts industriels sont mis en avant durant les Expositions des produits de l'industrie nationale qui se déroulent à Paris de 1798 à 1849. Des exemples typiques des industries d'art sont Christofle, une entreprise d'orfèvrerie qui utilise le procédé de la galvanoplastie tout en suivant les tendances décoratives, ou bien la fonte, comme le montre le mobilier urbain avec ses candélabres en forme de colonnes grecques et ses fontaines Wallace. Les nouveaux objets domestiques comme la machine à coudre puis le téléphone à la fin du siècle se parent de motifs afin de se glisser plus facilement dans la décoration intérieure, à une époque où les objets techniques n'ont pas encore acquis leur propre langage formel. À l'instar de la photographie qui cherche une légitimité artistique en s'appropriant les effets de la peinture, les nouveaux objets domestiques s'inspirent du mobilier afin de ne pas dérouter le public. À la différence du design, qui utilisera des références à l'art contemporain et qui appréciera souvent une esthétique dépouillée et abstraite, l'art industriel s'accommode donc très bien de l'ornement et des styles. En 1845, Édouard Guichard et le saint-simonien Amédée Couder créent une Société du Progrès de l'Art industriel tandis qu’Émile Reiber (1826-1893) lance une revue de modèles intitulée L'Art pour tous, encyclopédie de l'art industriel et décoratif, qui paraîtra durant trente-sept années, de 1861 à 1906. Reiber, directeur artistique chez Christofle, et dessinateur de modèles pour l'entreprise, est l'exemple même de l'artiste industriel. Peu de traces subsistent de ces proto-designers, mais on sait que certains comme Édouard Guichard, qui travaillait pour le textile (très gourmand en motifs en raison du renouvellement incessant de la mode), étaient déjà à la tête de véritables agences, comme le seront plus tard des designers comme Peter Behrens, responsable d'un bureau intégré pour AEG dès 1905 ou bien Raymond Loewy, designer freelance dès la fin des années 1920, ce qui laisse à penser que cette nouvelle profession artistique est ancienne et qu'elle remonte peut-être même au XVIIe siècle si l'on regarde les dynasties de dessinateurs comme les Bérain ou les Audran. À partir du début du XXe siècle, l'art industriel cède progressivement la place au design et notamment au design industriel qui porte les codes du la modernité esthétique au sein du produit de grande consommation, même si le terme apparaît encore quelquefois.

## Arts industriels: ingénieurs et architectes
La première institution illustrant l'utilisation du terme « Arts industriels » est la création, en 1780, d'une école d'arts et métiers (aujourd'hui École Nationale Supérieure d'Arts et Métiers (ENSAM) ou Arts et Métiers), destinée à former des techniciens qualifiés pour l'industrie. Par la suite, ce terme sera employé de manière récurrente pour nommer des organismes à vocation scientifique, tel le Conservatoire national des arts et métiers qui a pour mission, à partir de 1819, de promouvoir « un enseignement public et gratuit pour l'application des sciences aux arts industriels ».
La formation aux arts industriels est celle des ingénieurs civils et ingénieurs industriels, par opposition à la formation aux beaux arts et aux artisans. Néanmoins, elle ne se départ pas de connotations associées aux approches de design et d'esthétique industrielle, ou de génie industriel. La formation aux arts industriels est aussi associée aux arts décoratifs telles qu'on la retrouve dans l’École nationale des arts industriels de Roubaix (renommée École nationale supérieure des arts et industries textiles) fondée à la fin du XIXe siècle. La thématique Génie industriel ne couvre qu'un sous-ensemble du corpus des arts industriels.
- En Belgique, les termes ingénieurs civils et ingénieurs industriels correspondent à deux filières distinctes qui couvrent toutes deux l'ensemble des arts industriels.

- En France, les formations d'architectes sont associées aux beaux arts et non pas aux écoles d'ingénieurs. Cependant, des passerelles de double-formation sont établies entre les formations d'ingénieurs français et les formations d'architectes, par exemple à l’École centrale de Lille, à l'École centrale de Lyon, à l'École centrale de Nantes et dans chaque Institut national des sciences appliquées. Cependant, l'architecture navale relève des arts industriels enseignés seulement aux ingénieurs, par exemple à l'École centrale de Marseille, à l'École centrale de Nantes, à l'École nationale supérieure de techniques avancées.

## Arts industriels: ingénieurs civils et ingénieurs de l'État
C'est en 1829 que fut fondée en France l'École centrale des arts et manufactures de Paris (École centrale), la première école d'ingénieurs dont la vocation est de former des ingénieurs civils pour l'industrie, par opposition aux ingénieurs de la fonction publique de l'État : à une époque où les objets sont encore déterminants, les arts industriels répondent aux besoins de l'industrie manufacturière en expansion et se différencient des besoins des corps de l'État et des travaux des ponts et chaussées, mines, artillerie et génie militaire. La première école de l'enseignement supérieur français qui revendique explicitement la dénomination 'arts industriels' est l'École des arts industriels et des mines de Lille (École centrale) créé en 1854, soutenant l'industrie du nord de la France. À cette époque, la France tente de rattraper son retard en matière d'institutions d'enseignement technique par rapport à l'Allemagne, qui, bientôt rejointe par l'Angleterre, a été la première à mettre en place un réseau d'établissements pour former ingénieurs, techniciens, contremaîtres, ouvriers et artistes industriels.

## Institutions d'enseignement
Initialement associé aux techniques de la petite industrie, l'usage du terme arts industriels s'est développé au XIXe siècle pour accompagner les grands travaux technologiques et l'essor industriel en Europe.
- Il se retrouve dans plusieurs dénominations francophones d'écoles d'ingénieurs (souvent très anciennes) :
  - 1780 : École d'arts et métiers, aujourd'hui Arts et Métiers ;
  - 1829 : École centrale des arts et manufactures de Paris (École centrale de Paris) ;
  - 1854 : École des arts industriels et des mines de Lille (Ecole centrale de Lille) ;
  - 1889 : École nationale supérieure des arts et industries textiles de Roubaix ;
- Il se décline également pour les écoles spécialisées en arts décoratifs :
  - 1848 : École nationale et spéciale de dessin, de mathématiques, d’architecture et de sculpture d’ornement appliquée aux arts industriels (École nationale supérieure des arts décoratifs de Paris) ;
  - 1863 : École des arts industriels de Vienne ;
  - 1878 : École des arts industriels de Genève ;
  - 1887 : École des arts industriels de Philadelphie ;
  - 1930 : École Stroganoff des arts industriels de Moscou (ru).
- Expositions internationales : Exposition internationale des Arts Décoratifs et industriels modernes.